# Quatuor no 1 pour flûte et cordes (Mozart)
Le Quatuor no 1 pour flûte et cordes en ré majeur, K. 285, est l'un des trois quatuors composés par Wolfgang Amadeus Mozart pour l'amateur Ferdinand De Jean. Cette pièce pour flûte, violon, alto et basse a été écrite à Mannheim le 25 décembre 1777 .

## Structure
Ce quatuor est en trois mouvements :
1. Allegro, en ré majeur, forme sonate, à , deux sections répétées deux fois (mesures 1 à 65, mesures 66 à 154), 154 mesures - partition
2. Adagio, en si mineur, forme ternaire, à 
, 35 mesures - partition. C'est, avec l'Adagio en si mineur pour piano, la seule pièce où Mozart utilise cette tonalité.
3. Rondeau : [Allegro] (ré majeur, forme rondo-sonate, à 
, sections répétées deux fois : mesures 109 à 116, mesures 117 à 132, 251 mesures - partition

Le « distingué Adagio en si minor, [est] une chanson de troubadour romantique qui, avec la brièveté de ses trente-cinq mesures, rappelle le mouvement lent du futur Concerto pour piano no 23 (K.488). »
Introduction de l'Allegro (partie de flûte) :
Introduction de l'Adagio :
Introduction du Rondeau ([Allegro]) :

## Historique
Ludwig van Beethoven s'est inspiré du premier mouvement pour son duo pour clarinette et basson de 1792.
La partition autographe est détenue par la Bibliothèque Jagellonne à Cracovie. La première édition a été faite par Artaria en 1792.
Il y eut plusieurs éditions de ce quatuor ; celle de G. Schirmer a été éditée par Louis Moyse, une autre a été éditée par Jean-Pierre Rampal.